# Bhumiya Corona
Bhumiya Corona est une corona, formation géologique en forme de couronne, située sur la planète Vénus par 15° N et 118° E. Elle est localisée dans le quadrangle de Niobe Planitia. Elle a été nommée en référence à Bhumiya, déesse hindoue de la Terre. 

## Géographie et géologie
Bhumiya Corona couvre une surface circulaire d'environ 100 km de diamètre. 